# リヴァディア
リヴァディア（ギリシア語: Λιβαδειά / Livadeia）は、ギリシャ共和国中央ギリシャ地方にある都市で、その周辺地域を含む基礎自治体（ディモス）。ヴィオティア県の県都である。

## 名称
都市の名は、レヴァディア あるいは レバデイア（Λεβάδεια / Levadeia）、リヴァディア（Λειβαδιά / Leivadia）などとも記される。

## 地理

### 位置・広がり
リヴァディアは、アテネから北西へ約130kmの距離にある。

### 地勢
リヴァディア周辺は山がちな地形であり、谷あいで農地が発展している。

## 歴史
2世紀の地理学者パウサニアスが記すところによれば、この都市のもともとの名は Mideia であった。この都市をヘルキナ川のほとりの現在の場所に移転した、アテナイのレベドスの名にちなみ、レバデイアに改められたという。
この町の守護神はトロポニオス (Trophonius) で、地下での恐ろしい試練を経て得られるトロポニオスの神託は、古代ギリシャ世界でも有名であった。ヘルキナ川に今も見られる大理石の像の残骸は、ここが神託を受ける場所であったことを示している。
丘の上にある小さな城は、14世紀にカタラン兵団によって築かれたものである。

## 社会

### 産業・経済
リヴァディア周辺の谷あいに農地が広がっている。

### スポーツ
ギリシャのプロサッカーリーグ、ギリシャ・スーパーリーグに属するリヴァディアコスFC (Levadiakos F.C.) のホームタウンである。

## 行政区画

ヴィオティア県の旧自治体（1999年 - 2010年）

ヴィオティア県におけるリヴァディア市（2011年以後）

### 自治体（ディモス）
リヴァディア市（Δήμος Λεβαδέων あるいは Δήμος Λιβαδειάς）は、ヴィオティア県に属する6つの基礎自治体（ディモス）の一つである。
現在のリヴァディア市は、カリクラティス改革（2011年1月施行）にともない、旧リヴァディア市を含め5自治体が合併して発足した。旧自治体は、新自治体を構成する行政区（ディモティキ・エノティタ）となっている。
下表の番号は、下に掲げた「旧自治体」地図の番号に相当する。下表の「旧自治体名」欄は、無印がディモス（市）、※印がキノティタ（村）の名を示す。面積の単位はkm²、人口は2001年国勢調査時点。
|    | 旧自治体     | 綴り      | 政庁所在地             | 面積  | 人口   |
| -- | ------------ | --------- | ---------------------- | ----- | ------ |
| 1  | リヴァディア | Λιβαδειά  | リヴァディア (el)      | *     | 21,492 |
| 6  | ダヴリア     | Δαύλεια   | ダヴリア               | *     | 2,397  |
| 12 | コロニア     | Κορώνεια  | アイオス・ゲオルギオス | 144.7 | 4,625  |
| 18 | ヘロニア     | Χαιρώνεια | ヘロニア               | *     | 2,218  |
| 20 | キリアキ ※   | Κυριάκι   | キリアキ               | *     | 2,420  |

- Διοικητική διαίρεση νομού Βοιωτίας (πρόγραμμα Καποδίστριας) - ヴィオティア県の自治体・集落一覧（1999年 - 2010年）

### 旧自治体（ディモティキ・エノティタ）

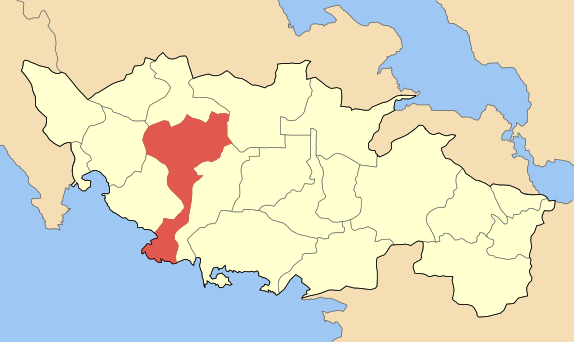
旧リヴァディア市（1999年 - 2010年）

カリクラティス改革以前の旧リヴァディア市にあたるリヴァディア地区（Δημοτική ενότητα Θηβαίων）は、以下のキノティタ（都市・村落）から構成される。
表中の Δ.δ. は Δημοτικό διαμέρισμα の略であり、カポディストリアス改革による統廃合（1999年1月施行）以前の旧自治体に由来する区画である。[　] 内は人口（2001年国勢調査）を示す。
| - Δ.δ. Λιβαδειάς リヴァディア [ 20,769 ] - η Λιβαδειά リヴァディア [ 20,061 ] - ο Άγιος Νικόλαος [ 25 ] - η Ανάληψη [ 184 ] - ο Ελικών [ 43 ] - το Περαχώρι [ 279 ] - ο Σταθμός [ 3 ] - τα Τζιμαίικα [ 25 ] - οι Τσουκαλάδες [ 149 ] | - Δ.δ. Λαφυστίου [ 422 ] - το Λαφύστιο [ 422 ] - Δ.δ. Ρωμαιίκου [ 422 ] - το Ρωμαίικο [ 301 ] |

## 観光
ゼウス・バシレウスの神殿は、紀元前3世紀に建設が始まったが、未完成に終わったものである。
聖ゲオルギオス教会は、ゲオルギオスの聖遺物とされた頭蓋骨を納めた教会である。この頭蓋骨は15世紀にヴェネツィアに持ち去られたが、1999年に宗派を超えた作業の一環としてリヴァディアに戻された。
ヘルキナ川は、中世には多くの水車が連なっていた。今日、その一つが残されている。